# نردبان فاصله کیهانی

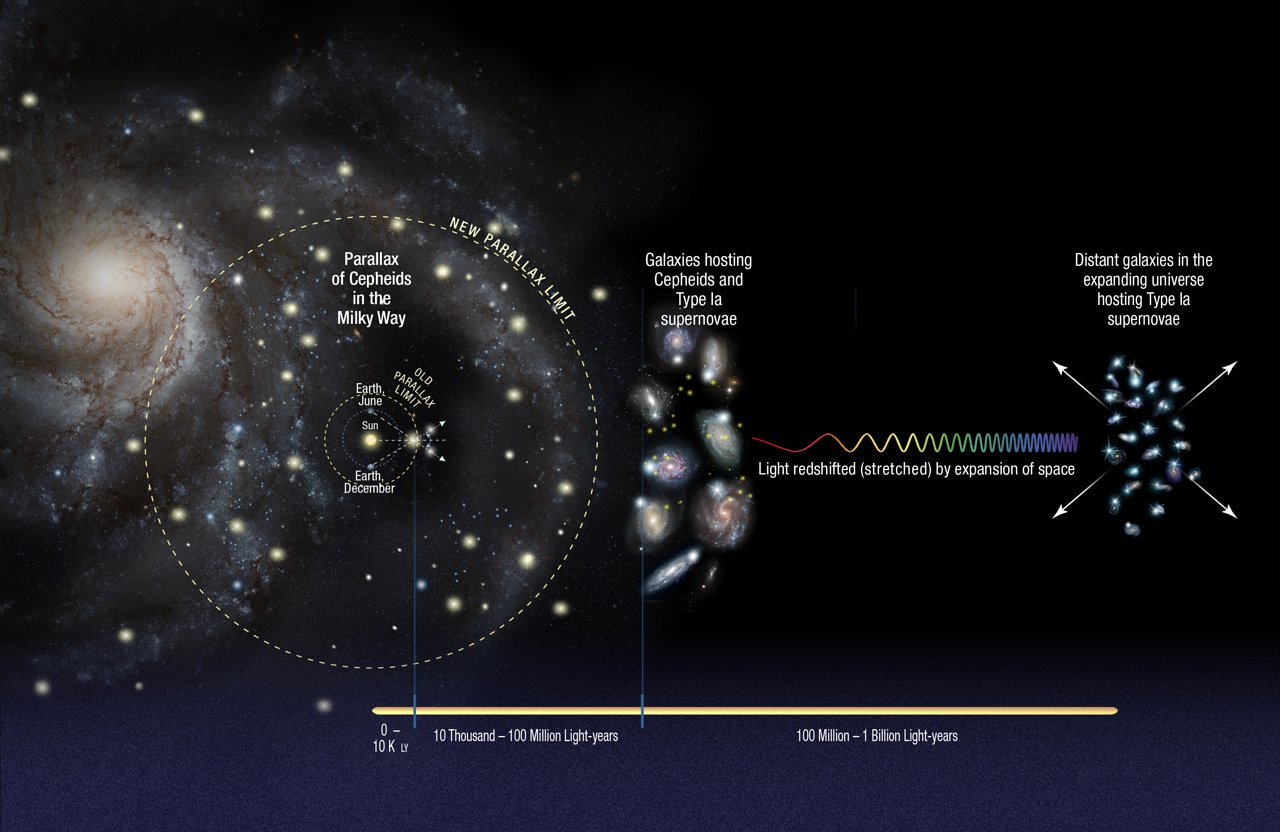
اندازه‌گیری اختلاف منظر ممکن است سرنخ مهمی برای درک سه مورد از گریزان‌ترین اجزای کیهان باشد؛ ماده تاریک، انرژی تاریک و نوترینو.

نردبان فاصله کیهانی (به انگلیسی: Cosmic distance ladder) که به نام مقیاس فاصله وراکهکشانی(به انگلیسی: extragalactic distance scale) نیز شناخته می‌شود، یک توالی از روشهایی است که اخترشناسان برای تعیین فاصله تا اجرام آسمانی از آن استفاده می‌کنند. اندازه گیری واقعی مستقیم فاصله تنها در مورد اجسامی که به اندازه کافی (در حدود هزار پارسک) به زمین نزدیک باشند، امکان پذیر است. تکنیکهایی که برای تعیین فاصله اجسام دورتر به کار می‌روند همگی برپایه اندازه گیری همبستگی‌های میان روشهایی که در فاصله نزدیک کارمی کنند و روشهایی که در فاصله دورتر کار می‌کنند، بنا شده‌اند. تعدادی از روشها بر مبنای یک شمع استاندارد کار می‌کنند. شمع استاندارد نوعی جِرم نجومی است که درخشندگی معینی دارد و معیاری برای اندازه‌گیری فاصله است.
وجه شباهت این تکنیک‌ها به نردبان در این است که هر تکنیک به مثابه یک پله نردبان است. هیچ روشی قادر به تعیین فاصله در همه محدوده‌ها نیست، بلکه یک روش را می‌توان برای تعیین فواصل نزدیک استفاده کرد و روش دومی را برای فواصل نزدیک تا متوسط و به همین ترتیب هر پله نردبان اطلاعاتی را ارائه می‌کند که می‌توان از آن برای تعیین فاصله در پله بالاتر بعدی استفاده نمود.